# Nebular Winter Productions
Nebular Winter Productions ist ein griechisches Musiklabel. Es ist explizit auf Black Metal und insbesondere Lizenzierungen sowie Wiederveröffentlichungen im MC-Format spezialisiert.
Die regionale Herkunft der veröffentlichten Bands streut geographisch vor allem quer durch Europa, wobei eine kleine Häufung an deutschen Bands zu beobachten ist und mit Falgar aus Puerto Rico auch ein sogenannter „Exot“ im Portfolio vertreten ist.

## Veröffentlichungen (Auswahl)
|             | Gruppe    | Titel                             | Jahr | Kommentar |
| ----------- | --------- | --------------------------------- | ---- | --------- |
| Deutschland | Aaskereia | Dort, wo das alte Böse ruht       | 2015 |           |
| Tschechien  | Arthedain | Arias Exalted                     | 2015 | EP        |
| Island      | Auðn      | Auðn                              | 2016 |           |
| Deutschland | Dauþuz    | In finstrer Teufe                 | 2017 |           |
| Norwegen    | Eldamar   | The Force of the Ancient Land     | 2016 |           |
| Deutschland | Ewigeis   | Daupuz                            | 2014 |           |
| Schweden    | Nazghor   | Life Impaled                      | 2013 |           |
| Ukraine     | Stryvigor | Забуте Вiками (Forgotten by Ages) | 2015 |           |